# گذرنامه قزاقستانی

نمایی از یک‌نسخه گذرنامهٔ قزاقستانی در سال ۲۰۰۹

گذرنامهٔ قزاقستانی یک مدرک سفر بین‌المللی است که توسط کشور قزاقستان صادر می‌شود و بنا بر داده‌های سال ۲۰۲۳، دارندگان آن می‌توانستند به ۷۶ کشور دیگر بدون دریافت ویزا سفر کنند یا ویزا را در بدو ورود دریافت نمایند. این گذرنامه بر اساس رتبه‌بندی شاخص گذرنامهٔ هنلی در سال ۲۰۲۳ در رتبهٔ ۷۱ قرار داشت.